# Granatpistole

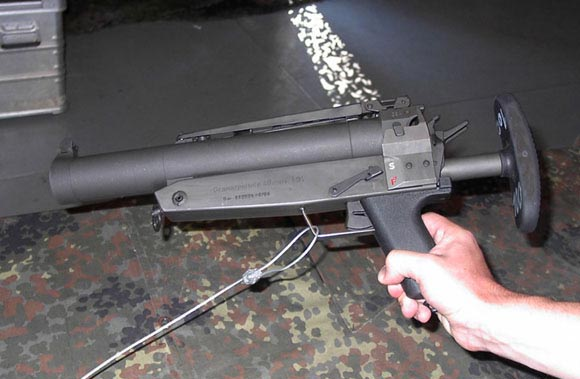
HK69 von Heckler & Koch

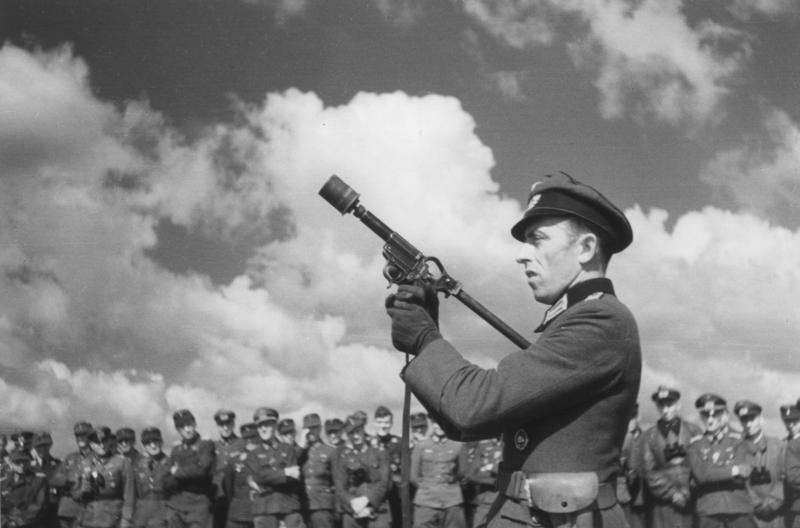
„Kampfpistole“ im Zweiten Weltkrieg

Eine Granatpistole ist ein Granatwerfer. Die Waffe verschießt Granaten auf größere Entfernung und mit höherer Zielgenauigkeit als es mit der Hand eines Soldaten möglich wäre (siehe Handgranaten). Die Bezeichnung leitet sich aus der relativ geringen Größe der Waffe gegenüber einem normalen, eigenständig handgeführten Granatwerfer ab.

## Geschichte
Die ersten kompakten Granatwerfer wurden in den 1920er-Jahren in Deutschland auf der Basis von Leuchtpistolen entwickelt. Sie verschossen Überkalibergranaten aus einer großkalibrigen Pistole, die nur für diese Verwendung vorgesehen war. Die Granaten wurden dazu, analog einer Gewehrgranate, auf die Granatpistole gesteckt und damit verschossen. Die Waffen wurden während des Zweiten Weltkriegs unter den Namen Kampf- oder Sturmpistole geführt. Es konnten von Sprenggranaten über panzerbrechende Granaten bis zu Brandgranaten diverse Granatarten verschossen werden. Der große Nachteil dieser Waffen war die große Streuung – sie betrug auf 70 Meter bis zu vier Meter.
Neuzeitliche Granatpistolen feuern größtenteils Kalibergeschosse ab; die Granaten werden hier durch ein Abschussrohr verschossen. Der Vorteil dabei ist eine größere Zielgenauigkeit und bessere Handhabung als bei den Überkalibergeschossen.
Bei modernen Sturmgewehren werden oftmals der Granatpistole vergleichbare Anbaugeräte wie der AG36 beim G36 oder der M203 beim M16 bzw. M4 eingesetzt.